# Karin Metzler-Müller
Karin Metzler-Müller (* 16. April 1956 in Bad Orb; † 13. Oktober 2023 ebenda) war eine deutsche Juristin und Hochschullehrerin.  Sie war Professorin für Zivil- und Dienstrecht und die erste Vorsitzende des Fördervereins der Opernakademie Bad Orb.

## Leben und Wirken
Nach dem Abitur am Grimmelshausen-Gymnasium in Gelnhausen absolvierte sie ein achtsemestriges Studium der Rechtswissenschaften an der Universität Gießen sowie in Cambridge. Sie war wissenschaftliche Mitarbeiterin am Lehrstuhl für Bürgerliches Recht (Gerhard Köbler) und Stipendiatin des Cusanuswerks. Die Promotion zum Dr. jur. erfolgte an der Johann Wolfgang Goethe-Universität Frankfurt. Nach dem Zweiten Juristischen Staatsexamen arbeitete sie ein Jahr als Rechtsanwältin; anschließend war sie über sieben Jahre lang Referentin für Personalwesen in einer Bundesoberbehörde sowie ehrenamtliche Richterin am Arbeitsgericht in Offenbach am Main. Ab 1991 lehrte sie als Professorin für Zivilrecht und Dienstrecht an der Hessischen Hochschule für Polizei und Verwaltung und wurde am 1. März 2020 emeritiert. Sie war Autorin bzw. Mitautorin von mehreren Lehrbüchern und Kommentaren in den Bereichen Zivilrecht sowie Beamtenrecht und Mitherausgeberin der Vorschriftensammlung für die Verwaltung in Hessen und der Vorschriftensammlung für die Aus- und Fortbildung der Verwaltung in Hessen. Sie war Mitglied der Deutsch-Britischen Juristenvereinigung, verheiratet und hatte zwei erwachsene Söhne.
Karin Metzler-Müller starb im Oktober 2023 im Alter von 67 Jahren.

## Ehrenamtliche Engagements
Auf ihre Initiative hin wurde 2001 der „Verein der Freunde der Opernakademie Bad Orb“  gegründet. Der Förderverein, deren Vorsitzende sie ab der Gründung war, plant, realisiert und finanziert jährlich Veranstaltungen. Im Mittelpunkt steht jeweils die Aufführung einer Oper mit jungen Künstlern in Bad Orb.

## Ehrungen
- Frau Karin Metzler-Müller wurde am 17. April 2016 für ihre diversen ehrenamtlichen Engagements der Landesehrenbrief verliehen.[6]
- Am 6. Oktober 2021 erhielt sie, aus der Hand des damaligen Ministerpräsidenten Volker Bouffier, (das ihr bereits am 27. November 2020 verliehene) Verdienstkreuz am Bande des Verdienstordens der Bundesrepublik Deutschland.[7][4]

## Schriften (Auswahl)
- Das Betreuungsgesetz in der Praxis. Die Implementation des § 1896 BGB durch die hessischen Vormundschaftsrichter (= Europäische Hochschulschriften. Reihe 2 Rechtswissenschaft. Band 1448). Lang, Frankfurt am Main/Berlin/Bern/New York/Paris/Wien 1993, ISBN 3-631-46490-8 (zugleich Dissertation, Frankfurt am Main 1993).
- Beamtenstatusgesetz. Kommentar (mit Erich Seeck, Reinhard Rieger und Renate Zentgraf). 6. Auflage, Kommunal- und Schul-Verlag, Wiesbaden 2022, ISBN 978-3-8293-1282-0.
- Hessisches Beamtenrecht. Loseblattkommentar (mit Erich Seeck, Reinhard Rieger und Renate Zentgraf). 27. Nachlieferung Kommunal- und Schul-Verlag, Wiesbaden Juli 2021, ISBN 978-3-8293-0927-1.
- BGB AT. Mit Einführung in das Recht (Lernen im Dialog, begründet von Rainer Wörlen (+)). 15. Auflage, Verlag Franz Vahlen, München 2019, ISBN Print 978 3 8006 6024 7, ISBN E-Book 978 3 8006 6124 4
- Schuldrecht AT (Lernen im Dialog, begründet von Rainer Wörlen). 14. Auflage, Verlag Franz Vahlen, München 2020, ISBN 978-3-8006-5598-4.
- Schuldrecht BT (Lernen im Dialog, begründet von Rainer Wörlen). 13. Auflage, Verlag Franz Vahlen, München 2018, ISBN 978-3-8006-5599-1.
- Wie löse ich einen Privatrechtsfall? Aufbauschemata – Mustergutachten – Klausurschwerpunkte. 7. Auflage, Richard Boorberg Verlag, München/Stuttgart/Hannover/Berlin/Weimar/Dresden 2016, ISBN 978-3-415-05528-5.
- Zivilrecht – 1000 Fragen und Antworten: Bürgerliches Recht, Handelsrecht, Arbeitsrecht. (mit Rainer Wörlen) 6. Aufl., Carl Heymanns Verlag 2007, ISBN 978-3-452-26595-1.
- Demenz – ein Rechtsproblem im Verein, in: Recht im Dialog, Gedächtnisschrift für Rainer Wörlen. Nomos Verlagsgesellschaft Baden-Baden 2013, ISBN 978-3-87840-425-5.
- Handelsklauseln im nationalen und internationalen Warenverkehr, Leitfaden für Kaufleute und Unternehmer. (mit Rainer Wörlen) Richard Boorberg Verlag, München/Stuttgart/Hannover/Berlin/Weimar/Dresden 1997, ISBN 3-415-02247-1.